# スタジオバス
Studio Bus（スタジオバス、朝: 스튜디오 버스）は、アニメーションの企画および制作を主な事業内容とする韓国の企業。

## 沿革・概要
- 商号：스튜디오 버스（Studio Bus）
- 設立：2017年07月01日
- 代表：イム・ジヒ（英語表記：Im Jihee）
- 本社所在地：ソウル特別市九路区デジタル路285、エースツインタワー1次601号

## 作品

### 制作協力

#### 2022
- S パチスロ盾の勇者の成り上がり KS（制作元請：キネマシトラス）
- 夫婦以上、恋人未満。(制作元請：スタジオマザー、11話、12話、制作協力)

#### 2023
- ようこそ実力至上主義の教室へ 2nd Season（制作元請：ラルケ, 10話 制作協力）
- ドラゴンクエスト ダイの大冒険 (制作元請：東映アニメーション、71話、79話、83話、93話 制作協力）
- もういっぽん!  (制作元請：タツノコプロ、3話、4話、5話、11話、制作協力)
- ブルバスター (制作元請：NUT、4話、8 話、制作協力 )
- 神無き世界のカミサマ活動 (制作元請：studioぱれっと、5話、8話、9話、11話 制作協力)
- BORUTO-ボルト- NARUTO NEXT GENERATIONS (制作元請：studioぴえろ、284話、291話 制作協力)
- BLEACH 千年血戦篇-訣別譚- (制作元請：studioぴえろ、20話、22話、24話 制作協力)
- MIX ～二度目の夏、空の向こうへ～ (制作元請：OLM、15話、24話 制作協力)
- おしりたんてい (制作元請：東映アニメーション、83話 制作協力)
- 薬屋のひとりごと 第1期 (制作元請：OLM、7話、18話、22話、24話 制作協力)

#### 2024
- 転生貴族、鑑定スキルで成り上がる (制作元請：スタジオマザー、3話、4話、5話、8話 制作協力)
- 夫婦以上、恋人未満。(制作元請：スタジオマザー、11話、12話、制作協力)
- ネガポジアングラー (制作元請：NUT、９話 制作協力)
- 青の祓魔師 島根啓明結社篇 (制作元請：スタジオヴォルン、4話、7話、11話、14話、19話、22話、26話 制作協力)
- チ。—地球の運動について— (制作元請：マッドハウス、4話、6話、11話、9話 制作協力)
- 俺は全てを【パリイ】する (制作元請：OLM、2話、6話、11話 制作協力)

#### 2025
- 青の祓魔師 雪ノ果篇 (制作元請：スタジオヴォルン、2話、7話、10話 制作協力)
- 青の祓魔師 終夜篇 (制作元請：スタジオヴォルン、2話、5話、7話、9話、10話、12 話 制作協力)
- 戦隊レッド異世界で冒険者になる (制作元請：サテライト、3話、10話、12話 制作協力)
- 薬屋のひとりごと 第2期 (制作元請：OLM、2話 制作協力)

## 原画・動画・仕上げ
2017
- メイドインアビス  (制作元請：キネマシトラス、動仕拘束）
- サクラクエスト (制作元請： ピーエーワークス 、動仕)

2018
- 爆釣バーハンター (制作元請： 東映アニメーション、動仕)
- 少女☆歌劇 レヴュースタァライト (制作元請：キネマシトラス、動仕拘束)
- 天狼 Sirius the Jaeger (制作元請： ピーエーワークス 、動仕)
- 宇宙戦艦ヤマト2202 愛の戦士たち (制作元請： XEBEC、動仕)
- ゴールデンカムイ (制作元請：ジェノスタジオ、動仕)
- フルメタル・パニック! Invisible Victory (制作元請：XEBEC、2原、動仕)
- アイドリッシュセブン (制作元請：TROYCA、動仕)

2019
- ドラゴンクエスト ダイの大冒険 (制作元請：東映アニメーション、原画、動仕)
- あさがおと加瀬さん (制作元請：ZEXCS、動仕)
- ウマ娘 プリティーダービー (制作元請：ピーエーワークス、動仕)
- 炎炎ノ消防隊 弐ノ章 (制作元請： デイヴィッドプロダクション 、動仕)
- あんさんぶるスターズ!(制作元請： デイヴィッドプロダクション 、動仕)
- Fairy gone フェアリーゴーン (制作元請：ピーエーワークス、作監、原画、動仕)
- 盾の勇者の成り上がり (制作元請：キネマシトラス、動仕拘束)

2020
- 進撃の巨人 The Final Season (制作元請： MAPPA 、２原、動仕)
- SHOW BY ROCK!! ましゅまいれっしゅ!! (制作元請：キネマシトラス、2原、動仕拘束)
- おちこぼれフルーツタルト (制作元請： feel. 、動仕)
- ID：INVADED イド：インヴェイデッド (制作元請：NAZ 、[OP]動仕)

2021
- 鬼滅の刃 遊郭編 (制作元請：ufotable、動仕拘束)

2022
- 雨を告げる漂流団地 (制作元請：スタジオコロリド、動仕)
- SPY×FAMILY (制作元請：WIT STUDIO、動仕)

2023
- グッド・ナイト・ワールド (制作元請：NAZ、動仕)
- 鬼滅の刃 刀鍛冶の里編 (制作元請：ufotable、動仕拘束)
- BURN THE WITCH #0.8 (制作元請：スタジオコロリド、動仕)
- わたしの幸せな結婚 (制作元請：キネマシトラス、動仕)
- SPY×FAMILY Season 2 (制作元請：WIT STUDIO、動仕)
- アンデッドアンラック (制作元請：david production、動仕)
- アリスとテレスのまぼろし工場 (制作元請：MAPPA、動仕)

2024
- ルックバック (制作元請：スタジオドリアン、動仕)
- きみの色 (制作元請：サイエンスSARU、動仕)
- 好きでも嫌いなあまのじゃく (制作元請：スタジオコロリド、動仕)
- ウマ娘 プリティーダービー新時代の扉 (制作元請：CygamesPictures、動仕拘束)
- ダンダダン (制作元請：サイエンスSARU、動仕)

2025
- 鬼滅の刃 柱稽古編 (制作元請：ufotable、動仕拘束)
- 全修。(制作元請：MAPPA、動仕)
- わたしの幸せな結婚 第2期 (制作元請：キネマシトラス、動仕)
- 炎炎ノ消防隊 (制作元請：david production、動仕)

## 背景
- 進撃の巨人 The Final Season (制作元請：MAPPA)
- SHOW BY ROCK!! ましゅまいれっしゅ!! (制作元請：キネマシトラス)
- Fairy gone フェアリーゴーン (制作元請：ピーエーワークス)
- 天狼 Sirius the Jaeger (制作元請：ピーエーワークス)
- 劇場版シティーハンター 天使の涙 (制作元請：アンサー・スタジオ)
- 天穂のサクナヒメ (制作元請：P.A.WORKS)
- 喧嘩独学 (制作元請：オクルトノボル)
- ゾン100～ゾンビになるまでにしたい100のこと～ (制作元請：BUG FILMS)
- シンデュアリティ (制作元請：エイトビット)
- THE NEW GATE 美術監督 (制作元請：横浜アニメーションラボ)